# Aviron aux Jeux olympiques d'été de 1956
Navigation
Helsinki 1952 Rome 1960
Les épreuves d'aviron lors des Jeux olympiques d'été de 1956 ont eu lieu du 23 au 27 novembre 1956 à Ballarat, au Nord-Ouest de Melbourne, en Australie. Les compétitions rassemblent 242 athlètes, issus de 25 fédérations affiliées au Comité international olympique. Les épreuves se déroulent sur le lac artificiel Wendouree situé dans le quartier du même nom. Sept finales figurent au programme de cette compétition, toutes masculines, soit les mêmes que lors de la précédente édition des Jeux à Helsinki.
Les États-Unis occupent la première place du classement par nations avec six médailles remportées (dont trois en or), devant l'Union soviétique (quatre dont deux en or) et le Canada (deux dont une en or).

## Participation

### Participants
Vingt-cinq nations participent aux épreuves d'aviron.
| - Australie (26) - Autriche (4) - Belgique (7) - Brésil (5) - Canada (13) - Chili (3) - Cuba (9) |  | - Danemark (7) - Équipe unifiée d'Allemagne (12) - États-Unis (26) - Finlande (5) - France (13) - Grande-Bretagne (12) - Grèce (1) |  | - Hongrie (4) - Italie (21) - Japon (9) - Mexique (1) - Nouvelle-Zélande (8) - Pologne (8) - Suède (9) |  | - Tchécoslovaquie (11) - Union soviétique (25) - Uruguay (2) - Yougoslavie (1) |

## Résultats
| Épreuves                    | Or | Argent | Bronze |
| --------------------------- | --- | --- | --- |
| Skiff                       | Vyacheslav Ivanov (URS) 8 min 2 s 5 | Stuart Mackenzie (AUS) 8 min 7 s 7 | John Kelly (USA) 8 min 11 s 8 |
| Deux de couple              | Union soviétique Aleksandr Berkutov Yuriy Tyukalov 7 min 24 s 0                                                                                                   | États-Unis Bernard Costello, Jr. James Gardiner 7 min 32 s 2 | Australie Murray Riley Mervyn Wood 7 min 37 s 4 |
| Deux de couple sans barreur | États-Unis James Fifer Duvall Hecht 7 min 55 s 4 | Union soviétique Igor Bouldakov Viktor Ivanov 8 min 3 s 9 | Autriche Josef Kloimstein Alfred Sageder 8 min 11 s 8 |
| Deux avec barreur           | États-Unis Arthur Ayrault Conn Findlay Kurt Seiffert (barreur) 8 min 26 s 1                                                                                       | Équipe unifiée d'Allemagne Horst Arndt Rainer Borkowsky (barreur) Karl-Heinrich von Groddeck 8 min 29 s 2                                                              | Union soviétique Vladimir Petrov (barreur) Igor Yemchuk Georgy Zhilin 8 min 31 s 0                                                                          |
| Quatre sans barreur         | Canada Donald Arnold Walter D'Hondt Lorne Loomer Archibald MacKinnon 7 min 8 s 8                                                                                  | États-Unis James McIntosh Arthur McKinlay John McKinlay John Welchli 7 min 18 s 4                                                                                      | France Yves Delacour Guy Guillabert René Guissart Gaston Mercier 7 min 20 s 9                                                                               |
| Quatre avec barreur         | Italie Romano Sgheiz Ivo Stefanoni (barreur) Franco Trincavelli Angelo Vanzin Alberto Winkler 7 min 19 s 4                                                        | Suède Ivar Aronsson Gösta Eriksson Bertil Göransson (barreur) Evert Gunnarsson Olle Larsson 7 min 22 s 4                                                               | Finlande Kauko Hänninen Veli Lehtelä Matti Niemi (barreur) Toimi Pitkänen Reino Poutanen 7 min 30 s 9                                                       |
| Huit                        | États-Unis Donald Beer William Becklean (barreur) Thomas Charlton John Cooke Caldwell Esselstyn Charles Grimes Robert Morey Rusty Wailes David Wight 6 min 35 s 2 | Canada David Helliwell Philip Kueber Richard McClure Douglas McDonald William McKerlich Carlton Ogawa (barreur) Donald Pretty Lawrence West Robert Wilson 6 min 37 s 1 | Australie Michael Aikman Fred Benfield David Boykett Brian Doyle Harold Hewitt (barreur) James Howden Walter Howell Garth Manton Adrian Monger 6 min 39 s 2 |

## Tableau des médailles
| Rang  | Nation                     | Or | Argent | Bronze | Total |
| ----- | -------------------------- | -- | ------ | ------ | ----- |
| 1     | États-Unis                 | 3  | 2      | 1      | 6     |
| 2     | Union soviétique           | 2  | 1      | 1      | 4     |
| 3     | Canada                     | 1  | 1      | 0      | 2     |
| 4     | Italie                     | 1  | 0      | 0      | 1     |
| 5     | Australie                  | 0  | 1      | 2      | 3     |
| 6     | Équipe unifiée d'Allemagne | 0  | 1      | 0      | 1     |
| 6     | Suède                      | 0  | 1      | 0      | 1     |
| 8     | Autriche                   | 0  | 0      | 1      | 1     |
| 8     | Finlande                   | 0  | 0      | 1      | 1     |
| 8     | France                     | 0  | 0      | 1      | 1     |
| Total | Total                      | 7  | 7      | 7      | 21    |